# Stewie Griffin
Stewart Gilligan Griffin, más conocido como Stewie, es un personaje ficticio de la serie de animación estadounidense Padre de familia. El personaje, un lactante, es conocido por su obsesión con las armas junto con el matricidio y la megalomanía, aunque en las últimas temporadas ha prescindido de estas dos últimas.
Es hijo de Peter y Lois Griffin y el hermano menor de Chris y Meg. También tiene una relación especial con Brian, el perro de la familia.
El actor y creador de la serie Seth MacFarlane es el encargado de ponerle voz desde la primera temporada. En cuanto al doblaje internacional, en España cuenta con la voz de Eduardo Gutiérrez y en Hispanoamérica con la de René García hasta la segunda temporada siendo sustituido por Alan Prieto hasta la temporada 17 y después Marc Winslow desde la temporada 18 hasta el presente.
Stewie está considerado como un personaje de quiebre, y la revista Wizard le ha posicionado en el puesto 95 como el villano más grande de todos los tiempos.

## Rol en Padre de familia
A pesar de tener sólo dos años de edad, Stewie es un niño prodigio con una psique sofisticada y habla perfecta con un acento ligeramente inglés. En el episodio Chitty Chitty Death Bang de la primera temporada celebró su primer cumpleaños, aunque sigue teniendo la misma edad desde entonces, lo que no es un impedimento para que asista a preescolar. A pesar de su intelecto, se comporta como cualquier niño de su edad: le gusta la serie de los Teletubbies, cuando Peter juega con él al juego de "Cu, cu, no estoy" se cree que ha desaparecido de repente, habla con su oso de peluche Rupert como si fuera un ser vivo, disfruta de las pedorretas que le hace su madre en el estómago y no tiene idea de como se usa el inodoro. MacFarlane declaró sobre su personaje que: Stewie viene a representar la independencia de un infante a través de los ojos de un adulto. De acuerdo con la física de los dibujos animados no es de sorprender que mueva objetos más pesados que él mismo o su destreza a la hora de usar armas de fuego al igual que su capacidad para hablar.
Su inteligencia le lleva a ser un maestro de la ingeniería física y mecánica hasta alcanzar el nivel de la ciencia ficción. A lo largo de la serie ha construido aparatos como cazas aéreos, aparatos de control mental, un controlador del clima y máquinas del tiempo entre otros artilugios, la mayoría de ellos con el objetivo de matar a su madre con resultados infructuosos.
En otros episodios, Stewie saca a relucir su lado más agresivo y llega a cometer delitos criminales como robo, tenencia ilícita de armas, agresiones físicas, asaltar a un conductor y robarle el coche y matar a otros personajes de menor importancia o secundarios.
En el episodio Stewie Kills Lois consigue hacer realidad el sueño de matar a Lois y hacerse con el control mundial en la segunda parte, sin embargo, todo resulta ser una simulación en la que fracasa al descubrir que su madre sigue viva y Peter le mata cuando estaba a punto de conseguir su objetivo. Tras la recreación, decide dejar a un lado sus planes de dominación global y matricidas aunque la tensión con Lois persiste en menor medida.
En cuanto a la relación con la familia, se muestra comprensivo con Meg a la que suele apoyar de manera frecuente como en The Thin White Line donde un Brian adicto a la cocaína le dirige ataques verbales o al consolarla cuando ha tenido un mal día. Su relación con Chris también es cordial en algunos episodios e incluso le ayudó a superar la timidez en Extra Large Medium para salir con una chica. Por otro lado, con Lois suele tener una relación amor/odio, sobre todo cuando en un episodio recupera a su oso de peluche y lo arregla cambiando así su parecer hacía ella, sin embargo Lois comienza a cansarse del excesivo cariño que le profesa su hijo, por lo que Stewie vuelve a las andadas cuando se hace daño al intentar atraer su atención.
En las temporadas más recientes Stewie ha gozado de cierta independencia, situaciones que le permiten viajar a través de universos paralelos o formar parte del reparto de la serie Jolly Farm. Consciente del cambio radical en comparación con las primeras temporadas en las que Stewie era un psicópata, en The Hand That Rocks the Wheelchair se clona a sí mismo dando como resultado a un Stewie más violento si cabe hasta que al final el original Stewie y Brian consiguen matarlo. No obstante, Stewie mantiene su excentricidad inofensiva y en Trading Places le pide a Brian intercambiarse el uno por el otro al igual que el resto de la familia.
En cuanto a la relación con otros personajes, ha habido pocos casos en los que Stewie interactúa con el viejo Herbert, el cual, fue el primer personaje en admitir que su vecino es un pedófilo.

### Relación con Brian Griffin
A pesar de su comportamiento sociópata, Stewie también demuestra tener un lado más amable, en especial con Brian, con el que tiene una amistad muy cercana aunque en ocasiones han llegado a discutir e incluso a pelearse. Entre los episodios de Padre de familia, se han emitido algunos especiales tipo Road to... en el que el argumento principal se centra en ambos. Otro episodio es Brian & Stewie donde este reafirma su amistad hacia el can.
Sin embargo, la relación entre los dos puede llegar incluso más lejos, ya que en varios episodios parece tener cierta atracción sexual hacia Brian. Existen varios ejemplos: en Stewie Griffin: La historia jamás contada, un Stewie ebrio admite que Brian es sexy (aunque esto puede deberse a los efectos del alcohol). En The Former Life of Brian Stewie le dice a Brian durante el preparativo de un truco de magia que le puede "abrir en dos" aunque enseguida rectifica y le dice "partirme en dos" o en McStroke donde este le pide un beso. Aunque bien podría tratarse de los típicos gags de la serie, los ejemplos más directos son Movin' Out (Brian's Song) donde Jillian tras cortar con Brian, Stewie le aconseja que se acueste con la primera persona que vea sin importar quién sea, casualmente la habitación estaba a oscuras y al encenderla, Brian descubre que tiene a Stewie cara a cara o en The Tan Aquatic with Steve Zissou en el que cree que se está muriendo de cáncer y le pide como último deseo que le enseñe a bailar en una escena bastante extraña para Brian, sobre todo cuando este le susurra de manera inconsciente "te amo" hasta que rectifica de nuevo y le dice "te atro" (sic).
En otras ocasiones, Stewie es el amigo que Brian necesita en los malos momentos tal como aparece en Jerome is the New Black cuando este descubre que Glenn Quagmire le detesta sin un motivo aparente hasta que este otro carga contra él. Por otro lado, en Dog Gone Stewie trata de demostrarle lo importante que es para la familia cuando cree que a nadie le importa la vida de los animales (incluido él mismo). En New Kidney in Town, Stewie descubre que Brian está dispuesto a donar sus riñónes para salvar a Peter debido a una insuficiencia renal, lo que significarían la muerte de este primero, razón por la cual, secuestra a Brian, el cual trata de hacerle entrar en razón al decir que "puede vivir sin un perro, pero no sin padre". Ante estas palabras, Stewie reflexiona entre llantos y admite que no quiere que nadie muera y deja libre a Brian.
En Yug Ylimaf, es Brian el que intenta salvar a Stewie después de que al juguetear con su máquina del tiempo, revierte el avance del tiempo por lo que Stewie empieza a desaparecer poco a poco hasta tal punto que casi llega a "no nacer" hasta que consigue arreglar el aparato y llega al hospital en el preciso momento en el que Lois da a luz, sin embargo y debido a que el tiempo iba a la inversa, nadie le había puesto nombre todavía al lactante, por lo que la familia decide ponerle de nombre "Stewie" tal como el can había dicho.

## Desarrollo

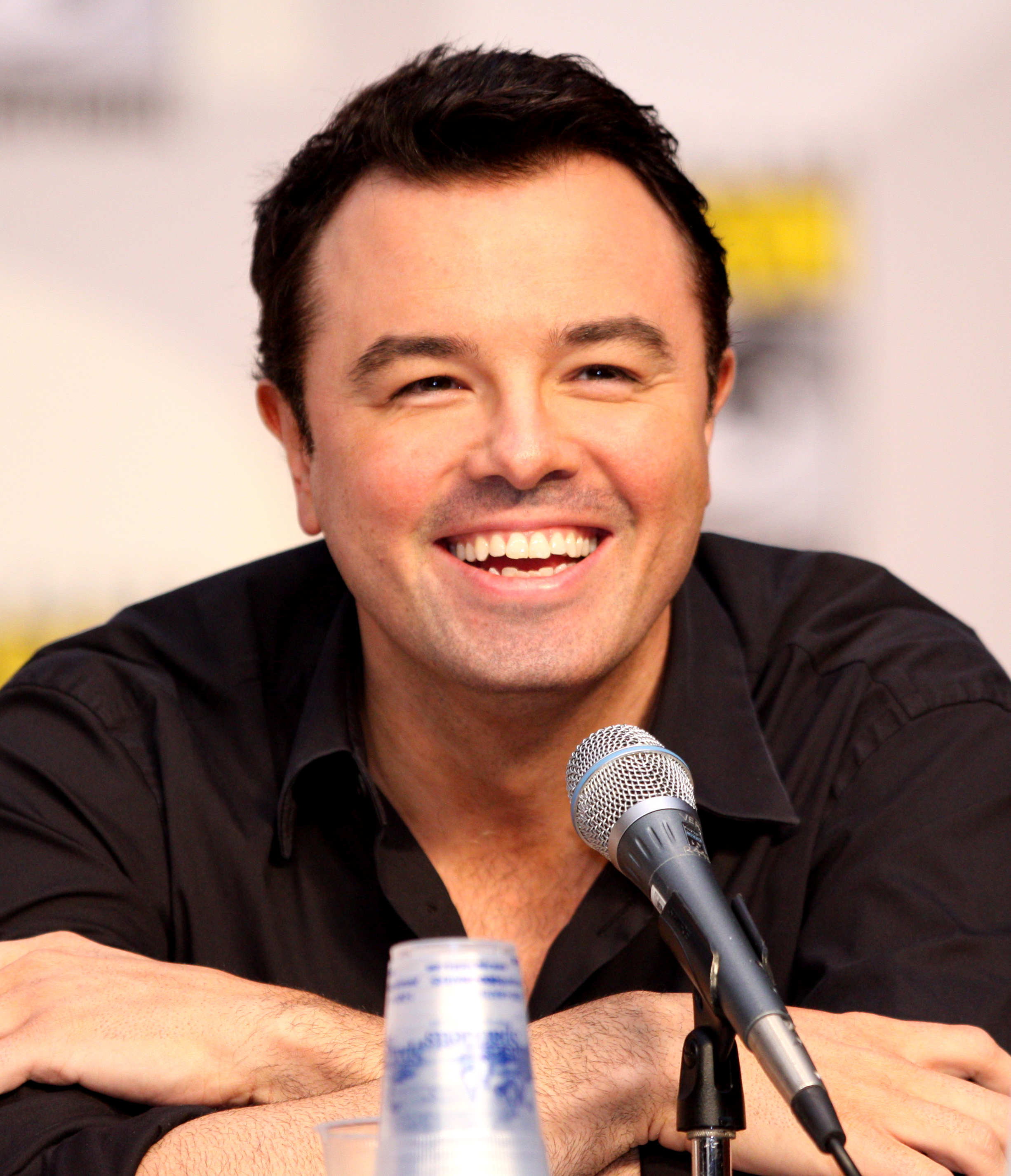
En la imagen, Seth MacFarlane, el creador de la serie y el actor que pone la voz a Stewie Griffin.

Seth MacFarlane presta su voz a Stewie aparte de otros personajes. El propio creador de la serie declaró que el acento del personaje está basado en el actor Rex Harrison, en especial en su actuación en la película de 1964 My Fair Lady. También comentó que estuvo en contacto con el actor David Hyde Pierce en más de una ocasión para preguntarle si le gustaría interpretar a Stewie en una posible adaptación en imagen real.
En cuanto al personaje, tiene la cabeza en forma de esferoide tal como aparece en el momento de nacer en un flashback en Chitty Chitty Death Bang, sin embargo la serie es conocida por sus fallos de continuidad y en Stuck Together, Torn Apart la cabeza es normal hasta que se golpea con el techo de la habitación tras saltar en la cama.
Stewie también tiene ciertas similitudes con el cómic Jimmy Corrigan, el chico más listo del mundo en el que el personaje principal habla de manera fluida que teme a su madre e inventa artilugios para huir de ella. Al igual que Stewie, también tiene la cabeza achatada. El autor Chris Ware, quien empezase a diseñar las historietas a partir de 1991 comentó que: "las similitudes son puras coincidencias". Posteriormente añadió: 

No me hace gracia tener a mi nombre un libro de siete años y que me acusen de plagiar a Padre de familia.

 No obstante, desde 20th Century Fox insistieron en que Stewie es un personaje completamente original, por otro lado MacFarlane declaró no haber visto la historieta aunque admitió que las similitudes son "sorprendentes".

### Sexualidad
Aunque solo tiene un año de edad, su sexualidad es bastante ambigua. En el momento en que los guionistas empezaron a profundizar en la mentalidad villana del personaje durante la segunda temporada, MacFarlane y el equipo de guionistas se pusieron a explorar la sexualidad del infante a modo de gags en el que juegan con la posibilidad de que Stewie pueda ser gay. Existen varios ejemplos acerca de su sexualidad: en Brian & Stewie este tiene de fondo de pantalla en su móvil a un hombre musculoso; en The Former Life of Brian expresa el deseo de mantener relaciones con Dylan, el hijo de Brian. En otra ocasión, este le pregunta a Brian ante la complejidad de mantener una relación heterosexual, por qué no sé puede lo mismo que se hace con una mujer, pero con un chico. Aunque en otros episodios ha mostrado interés por el sexo contrario: en Dammit Janet! se enamora de una compañera de guardería. También en un gag en el que participa en un concurso de televisión con su madre, a la pregunta ¿qué hay en tu armario? responde que él mismo, haciendo alusión al fenómeno de salir del armario.
En el comentario en audio de la película Stewie Griffin: La historia jamás contada los guionistas describieron como pretendían que Stewie "saliera del armario", pero desecharon la idea para darle más juego al tema, de hecho, MacFarlane tenía pensado emitir un episodio para la tercera temporada titulado Queer Is Stewie, pero fue cancelado. A partir de entonces, MacFarlane optó por mantener su ambigüedad sexual ya que daba más libertad para trabajar en él. MacFarlane declaró en una entrevista a The Advocate: 

Al principio era un villano diabólico, pero nos pusimos a desarrollar la idea sobre su confusión de género. Todos creemos de alguna manera que Stewie es gay y está en proceso de asumirlo por su cuenta. Todavía no lo hemos "sacado del armario" directamente porque aún tenemos chistes sobre sus dos personalidades, aunque de vez en cuando escribimos sobre él como si fuera gay.

Cuando le preguntaron el por qué de la decisión de cambiar la personalidad homicida del lactante por la de un gay, este respondió: 

No era una decisión planeada. Los personajes deben desarrollarse de diferentes maneras y pensamos que el "voy a hacerme con el control del mundo" cada semana era un gag ya de por sí, desgastado. De seguir por el mismo camino, la serie estaría en las últimas. Deberíamos probar como se desenvuelve la historia.

En otra entrevista concedida a Playboy, el productor afirmó: 

Tuvimos un episodio preparado en el que Stewie salía del armario y empezaba a ser acosado por los otros niños de la guardería. Al final volvía a su anterior forma de ser tras leer un pasaje del Levítico en el que hacía mención de que la homosexualidad es una aberración. Finalmente decidimos desechar la idea y mantenerla para más adelante. Ya se sabrá si Stewie es gay o un heterosexual infeliz y reprimido y si las verdaderas razones del por qué quiere matar a su madre y dominar el mundo tienen algo que ver con la ira contenida por su confusión de género.

## Recepción
MacFarlane ha sido nominado en dos ocasiones por al mejor actor de voz: un Premio Primetime Emmy y un Premio Annie (ambos en 2006), en este último por el episodio Brian the Bachelor. Por otro lado Stewie aparece en la posición 95 del top 100 de los villanos más memorables de la revista Wizard. También es el mejor personaje de la serie según el sitio web IGN. En 2010, Entertainment Weekly posicionó al personaje en el puesto 45 del top 100 de los mejores personajes de los últimos veinte años. En cuanto a Gay.com, Stewie es el decimoquinto personaje gay de la lista.
Hal Boedeker de The Orlando Sentinel comentó en una crítica que "Stewie es una creación brillante".
En cuanto a los episodios Road to..., IGN considera a estos episodios como los mejores de toda la serie en cuanto a las aventuras de Stewie y Brian.

## Merchandising y otras apariciones
Stewie se ha convertido en un icono del merchandising. Además de camisetas, ha habido a la venta otros productos relacionados con la serie como gorras de béisbol, pegatinas, pósteres, imanes, muñecos, etc.
Stewie también ha aparecido en el videojuego de la serie en el que su principal objetivo es vencer a su hermanastro Bertram, el cual ha decidido hacerse con el mundo. En la batalla final, Stewie debe hacer frente a un Bertram de tamaño gigantesco. La película Stewie Griffin: La historia jamás contada trata sobre el posible futuro que le depara al lactante. En 2012 se produjo otro videojuego en el que Stewie viaja a través de varios multiversos para derrocar a Bertram de nuevo.
Otras apariciones fueron en Bones donde el agente Seeley Booth le ve fruto de una alucinación a causa de un tumor cerebral. El propio MacFarlane se encargó del diálogo del personaje. Durante la Super Bowl XLII protagonizó un anuncio de Coca-Cola e interpretó un número musical junto a Brian en la sexagesimasegunda edición de los Premios Emmy.